# El barco
El barco è un singolo della cantante colombiana Karol G, pubblicato il 25 marzo 2021 come sesto estratto dal terzo album in studio KG0516.

## Promozione
Karol G ha presentato El barco in anteprima con un'esibizione dal vivo al Tonight Show il 25 marzo 2021.

## Tracce
1. El barco – 3:24

## Classifiche
| Classifica (2021)     | Posizione massima |
| --------------------- | ----------------- |
| Colombia              | 20                |
| Perù                  | 57                |
| Repubblica Dominicana | 20                |
| Spagna                | 51                |